# Dona Flor și cei doi soți ai ei (roman)
Dona Flor și cei doi soți ai ei (în portugheză Dona Flor e seus dois maridos) este unul dintre cele mai cunoscute romane ale scriitorului brazilian Jorge Amado, care a fost publicat în anul 1966 și a fost adaptat cu succes pentru cinema, teatru și televiziune. 
Alternând cuvinte și descrieri extrem de realiste ale vieții boeme din orașul Salvador din anii 1940, cu pasaje mai blânde concentrate pe diferitele feluri de mâncare și medicamente, cartea este un panou extins și nostalgic al vieții de zi cu zi și al trecutului Bahiei.
Romanul Dona Flor și cei doi soți ai ei, apărut în colecția Romanul secolului XX al Editurii Univers în traducerea Laurei Bădescu, începe cu o moarte: cea a primului soț al frumoasei și temperamentalei dona Flor (Floripedes Paiva), împătimitul jucător de cărți, viciosul și afemeiatul Valdinho.

## Structura romanului
Romanul este împărțit în cinci părți. Dona Flor este profesoară de artă culinară, astfel încât toate părțile încep cu o lecție de gătit – mai puțin partea a patra, care începe cu un program pentru concert. 

## Rezumat
- Prima parte: descrie moartea lui Vadinho, soțul donei Flor, într-o duminică în plin carnaval. La înmormântare apar amintiri de la toți cei prezenți, de la prietenii lui Valdinho de sindrofie, de la posibilele lui amante, de la cunoștințe, dar mai mult ca toate, apar amintirile donei Flor. Aceasta evocă memoria unui soț infidel, inteligent, prolix, răutăcios, căruia îi plăceau jocurile de noroc, reușind, cu toate acestea, să fie o persoană adorabilă.

- Partea a doua: este partea în care dona Flor menține doliul în amintirea soțului. În ciuda suferinței, a certurilor, a absențelor lui repetate de acasă, Floripedes sau Flor, cum îi spune toată lumea, va suferi cumplit după moartea subită a primului ei soț. Mama ei, văzându-și fiica neconsolată cu moartea lui Vadinho, se întoarce în oraș, făcând situația donei Flor și mai rea decât era, Dona Rozilda fiind plictisitoare, manipulatoare, controlatoare, plăcându-i să se afișeze și, mai mult decât atât, neascunzându-și adversitatea față de fostul ginere. Dona Rozilda voia ca cele două fete ale sale să se căsătorească doar cu bărbați bogați; astfel, când Dona Flor l-a întâlnit pe Valdinho la o petrecere de lux (unde acesta reușise să intre folosindu-se de minciuni), fusese total de acord ca fata ei să se logodească cu accesta. Dar când Dona Rozilda a constatat că de fapt Valdinho nu era bogat, ea a încercat să oprească relația acestuia cu Dona Flor. Era însă prea târziu: fata era îndrăgostită până peste cap. Fugind de acasă, se căsătorește pe ascuns cu Valdinho, purtând o rochie albastră, neîndrăznind să folosească albul tradițional. Valdinho se dovedește a fi un soț absent care își cheltuie întotdeauna banii pe jocuri și femei. Flor era stearpă și atât de disperată să îi ofere un fiu încât o dată aproape că adoptă un băiat despre care credea că ar fi fiul soțului ei cu o altă femeie. Cea de-a doua parte se încheie cu Dona Flor, după o perioadă de un doliu de un an, așezând flori pe mormântul lui Valdinho, semn că a reușit să treacă peste moartea acestuia.

- Partea a treia: Câteva luni mai târziu, Dona Flor este deja mai veselă, cu toate că încearcă să-și mențină imaginea de văduvă. Dona Rozilda părăsește orașul, iar prietenele văduvei încep să concureze pentru a găsi un pretendent bun pentru ea. Apare Eduardo, un om care înșală văduve pentru a le fura economiile. Când Flor află adevărul despre Eduardo, se închide și mai mult în sine, nopțile fiind chinuitoare, cu un somn agitat și plin de dorințe față de alți bărbați. Apare însă Teodoro Madureira, un farmacist râvnit, care și-a petrecut singur toată viața pentru a putea îngriji de propria mamă paralizată. Odată cu moartea acesteia, el o cere în căsătorie pe Dona Flor. Avură parte de o logodnă castă, nici um moment ei nefiind singuri unul cu celălalt. Această parte se încheie cu căsătoria dintre cei doi, de data aceasta cu aprobarea Donei Rozilda.

- Partea a patra: începe cu luna de miere a Donei Flor, aceasta observând modul în care Teodoro este diferit de fostul ei soț în toate. Inteligent, credincios și foarte regulat în ceea ce privește sexul (lăsând două zile ale săptămânii  prestabilite - miercurea și sâmbăta - pentru astfel de activități), Teodoro este soțul perfect ce readuce pacea și calmul în viața Donei Flor. Acesta ajunge să compună o melodie pentru ea la aniversarea căsătoriei lor.

- Partea a cincea: este partea în care Dona Flor începe să-l vadă gol pe Valdinho în patul lor, încercând să o seducă. La început, ea refuză, dorind să-i fie credincioasă lui Teodoro, dar apoi începe să-l caute pe Valdinho. Cei trei încep să trăiască în aceeași căsătorie, numai Dona Flor putându-l vedea pe Valdinho, care este mereu prezent și mereu gol. Flor începe să aibă o conștiință vinovată și se simte sfâșiată între soțul ei actual și fantoma fostului soț, chiar dacă fantoma îi repeta că nu are motiv să se simtă așa din moment ce era legal căsătorită cu amândoi. Dona Rozilda se întoarce la casa fiicei cu intenția de a rămâne, dar Valdinho o gonește. Dona Rozilda plătește o vrajă împotriva fantomei, iar Dona Flor observă că Valdinho începă să dispară. Valdinho învinge însă vraja și rămâne pentru totdeauna alături de Dona Flor. În cele din urmă, Dona Flor cedează tentației și trei încep să trăiască armonios viața conjugală, fără ca Teodoro să cunoască prezența celuilalt, mereu gol. Ultima scenă o înfățișează pe Dona Flor plimbându-se fericită pe străzile capitalei Salvador, ținând de mână pe Teodoro de o parte și pe Valdinho de partea cealaltă.

## Adaptări

### Cinema
Dona Flor și cei doi soți ai ei (Dona Flor e Seus Dois Maridos) este un film de comedie din anul 1976 în regia lui Bruno Barreto. Bazat pe romanul cu același nume scris de către Jorge Amado, acțiunea este petrecută în anii 1940, în Bahia. Rolurile principale sunt interpretate de Sônia Braga, José Wilker și Mauro Mendonça. Scenariul a fost adaptat de Barreto, Eduardo Coutinho și Leopoldo Serran.
Când a fost lansat inițial, Dona Flor a devenit cel mai de succes film din istoria braziliană. Box office-ul său a fost atins doar 35 de ani mai târziu de blockbuster-ul brazilian Tropa de Elite 2 – O Inimigo Agora é Outro (în engleză Elite Squad 2010: The Enemy Within). La nivel internațional, Dona Flor a obținut nominalizări la premiile Globul de Aur și BAFTA.
În 1982 a fost lansat un remake american intitulat Kiss Me Goodbye (în română Sărutul de adio), cu Sally Field, James Caan și Jeff Bridges în rolurile principale.

### Teatru
Dona Flor și cei doi soți ai ei este o piesă de teatru clasică adaptată după romanul scris de Jorge Amado. A avut premiera în februarie 2008 la Teatrul de Arte din Rio de Janeiro. Adaptarea romanului a fost realizată de Marcelo Faria și Pedro Vasconcelos.

### Televiziune
Între 31 martie 1998 și 1 mai 1998 canalul de televiziune brazilian Globo a difuzat un serial de douăzeci de episoade al romanului omonim, în regia lui Mauro Mendonça Filho, Rogério Gomes și Carlos Araújo.